# NGC 2802
NGC 2802 est une vaste galaxie lenticulaire relativement éloignée et située dans la constellation du Cancer. NGC 2802 a été découverte par l'astronome germano-britannique William Herschel en 1784.

## Caractéristiques

### Distance
Sa vitesse par rapport au fond diffus cosmologique est de 9 035 ± 21 km/s, ce qui correspond à une distance de Hubble de 133,3 ± 9,3 Mpc (∼435 millions d'al).

## Paire de galaxies en interaction
Les galaxies NGC 2802 et NGC 2803 forment une paire de galaxies. D'après l'image de l'étude SDSS, elles sont probablement en interaction gravitationnelle.